# 1823 en musique
| \| • Retour à la chronologie générale de la musique populaire • \| |
| XXIe siècle • XXe siècle • XIXe siècle • XVIIIe siècle XVIIe siècle • XVIe siècle • XVe siècle • XIVe siècle XIIIe siècle • XIIe siècle • XIe siècle • Xe siècle IXe siècle • VIIIe siècle • Haut Moyen Âge • Rome • Grèce |
| • Retour à la chronologie générale de la musique populaire • |

| • Retour à la chronologie générale de la musique populaire • |

| Années de la musique populaire : 1820 - 1821 - 1822 - 1823 - 1824 - 1825 - 1826    |
| Décennies de la musique populaire : 1790 - 1800 - 1810 - 1820 - 1830 - 1840 - 1850 |

## Événements
- Nabuchodonosor, chanson de Pierre-Jean de Béranger, un pamphlet contre le roi Louis XVIII[1].
- Henry Rowley Bishop compose Clari, or the Maid of Milan, un opéra qui inclut Home! Sweet Home!, qui, adapté par John Howard Payne, devient une chanson populaire[2].

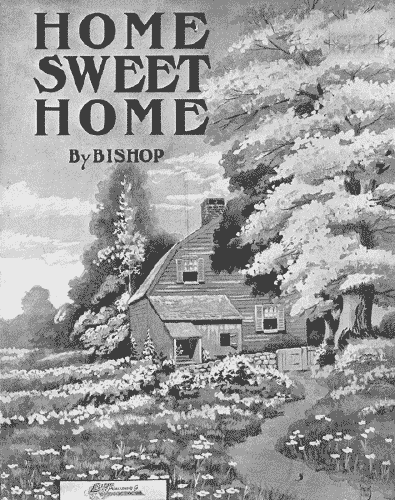
Couverture d'une édition de Home! Sweet Home!, 1914

## Publications
- Christmas Carols Ancient and Modern, Londres, un livre de chants compilés par William B. Sandys ; y sont notamment publiés pour la première fois  : 
  - The First Noel, chant de Noël traditionnel anglais datant probablement du XVIIIe siècle.
  - God Rest Ye Merry, Gentlemen, hymne chrétienne traditionnelle et chant de Noël.

## Naissances
- x

## Décès
- 21 septembre : Antoine Antignac, chansonnier et goguettier français, né en 1770.